# 陈旭然
陈旭然（1968年8月21日—1998年12月30日），原广东电视台女节目主持人、制片人，太平洋影音公司签约歌手。

## 生平
- 1968年8月21日，在广州出生于一个祖籍广东省肇庆市高要县的干部家庭；
- 1984年，在广州市旅游职业高级中学毕业后分配到远洋宾馆任服务员；
- 1985年，加入广东电视台开始电视主持生涯，先后主持过《早晨》、《家庭百事通》等栏目，后调入文艺部，主持《万紫千红》、《共度好时光》、《一周荧屏》等广东电视台名牌栏目和各种大型文艺晚会，多次获得国家级和省级奖励；期间通过进修取得大专学历。
- 1995年，成为当时广东电视台最年轻的女制片人。
- 1996年，发行个人歌曲CD《情与梦的絮语》（发行商为太平洋影音公司）。
- 1998年12月30日，在其位于广州市天河区龙口西路92号天成大厦1座31楼的家中被入室抢劫的原天成大厦保安员丁国礼杀害，骨灰葬于珠海。后丁国礼于1999年1月14日被警方抓获并于同年4月被广东省高级人民法院判处死刑。

## 歌曲CD专辑
- 《情与梦的絮语》（1996年发行），专辑中歌曲如下：[8]

1. 女人的天性
2. 情与愿违
3. 一世念你（粤语歌曲）
4. 分担
5. 星星对话
6. 我不想在梦里飞
7. 缘来缘去
8. 永远相信
9. 几番春与秋
10. 用心体会

## 家庭及情感

### 主要亲属
陈旭然家中有父母及两个姐姐，其中父母现已移民澳大利亚，一个姐姐嫁到澳大利亚，另一个姐姐陈妙然曾任广州百货大厦副总经理。

### 婚姻及绯闻
陈旭然早年曾与同为广东电视台节目主持人区志航结婚，后于1995年5月离婚。之后外界一直盛传其与时任广东电视台台长谢望新的绯闻，陈旭然遇害不久谢望新即被调离广东电视台更使不少人相信两人之间存在亲密关系。也有曾与陈旭然共事的匿名人士指陈遇害前已经和一澳大利亚籍男子秘密登记结婚并准备移民出国。

## 死因争议
尽管警方公布陈旭然死于抢劫案，但由于其复杂的感情经历。故坊间猜测其可能死于情杀或仇杀。

## 相关作品
张欣小说《沉星档案》曾于2001年被改编为同名电视剧，被外界认为是影射陈旭然之死。但原作者否认其作品影射该事件。